# Campeonato Mundial de Clubes de Voleibol Feminino de 2023
O Campeonato Mundial de Clubes de Voleibol Feminino de 2023 foi a 16.ª edição deste torneio organizado anualmente pela Federação Internacional de Voleibol (FIVB). O evento ocorreu entre os dias 13 e 17 de dezembro, na cidade de Hancheu, na China.
O time turco Eczacıbaşı Dynavit
obteve seu terceiro título mundial ao derrotar o compatriota VakıfBank na final por 3 sets a 2. Completando o pódio do torneio, o anfitrião   Tianjin Bohai Bank venceu a equipe brasileira do Dentil/Praia Clube  e conquistou a medalha de bronze.A oposta sérvia Tijana Bošković, além de ter sido premiada como o melhor jogadora em sua função, também recebeu o prêmio de melhor jogadora da competição (MVP).

## Formato da disputa
O torneio foi divido na fase classificatória e na fase final. A fase classificatória foi disputada em turno único, com todas as equipes se enfrentando dentro de seu grupo. Os dois primeiros classificados de cada grupo avançaram para a fase final, estruturada em semifinais, disputa pelo terceiro lugar e final.

### Critérios de desempate
1. Número de vitórias
2. Número de pontos
3. Razão dos sets
4. Razão dos pontos
5. Resultado da última partida entre os times empatados

- Partidas terminadas em 3–0 ou 3–1: 3 pontos para o vencedor, 0 pontos para o perdedor;
- Partidas terminadas em 3–2: 2 pontos para o vencedor, 1 ponto para o perdedor.[6]

## Equipes participantes
As seguintes equipes se qualificaram para o Campeonato Mundial de Clubes de 2023:
| Equipe             | Confederação | Qualificação                                           | Última aparição |
| ------------------ | ------------ | ------------------------------------------------------ | --------------- |
| Dentil/Praia Clube | CSV          | Campeão do Campeonato Sul-Americano de 2023            | 2022            |
| Eczacıbaşı Dynavit | CEV          | Vice-campeão da Liga dos Campeões da Europa de 2022–23 | 2022            |
| Gerdau/Minas       | CSV          | Vice-campeão do Campeonato Sul-Americano de 2023       | 2022            |
| Sport Center 1     | AVC          | Campeão do Campeonato Asiático de 2023                 | Estreante       |
| Tianjin Bohai Bank | AVC          | Anfitrião e campeão da Liga Chinesa de 2022–23         | 2019            |
| VakıfBank          | CEV          | Campeão Liga dos Campeões da Europa de 2022–23         | 2022            |

## Local das partidas
| Hancheu , China      |
| -------------------- |
| Dragon Sports Center |
|                      |
| Capacidade: 8 000    |

## Grupos
| Grupo A            | Grupo B            |
| ------------------ | ------------------ |
| Eczacıbaşı Dynavit | Dentil/Praia Clube |
| Gerdau/Minas       | Sport Center 1     |
| Tianjin Bohai Bank | VakıfBank          |

## Fase classificatória
- As partidas seguem o horário local (UTC+8).

|  | Classificados para as semifinais |

### Grupo A
|     |                    |     | Jogos | Jogos | Jogos | Resultados | Resultados | Resultados | Resultados | Resultados | Resultados | Sets | Sets | Sets  | Pontos | Pontos | Pontos |
| Pos | Equipe             | Pts | T     | V     | D     | 3–0        | 3–1        | 3–2        | 2–3        | 1–3        | 0–3        | V    | P    | R     | V      | P      | R      |
| --- | ------------------ | --- | ----- | ----- | ----- | ---------- | ---------- | ---------- | ---------- | ---------- | ---------- | ---- | ---- | ----- | ------ | ------ | ------ |
| 1   | Eczacıbaşı Dynavit | 6   | 2     | 2     | 0     | 2          | 0          | 0          | 0          | 0          | 0          | 6    | 0    | MAX   | 150    | 107    | 1.402  |
| 2   | Tianjin Bohai Bank | 3   | 2     | 1     | 1     | 1          | 0          | 0          | 0          | 0          | 1          | 3    | 3    | 1,000 | 134    | 133    | 1.008  |
| 3   | Gerdau/Minas       | 0   | 2     | 0     | 2     | 0          | 0          | 0          | 0          | 0          | 2          | 0    | 6    | 0,000 | 106    | 150    | 0.707  |

Resultados
| 13 de dezembro 19:30 P2 AQ | Tianjin Bohai Bank | 3 — 0             | Gerdau/Minas | Dragon Sports Center, Hancheu Público: 5 433 Árbitro(s): TUR Özbar Nurper SRB Stanislava Simić |
| 13 de dezembro 19:30 P2 AQ | 25                 | Set 1 Set 2 Set 3 | 22 16 20     | Dragon Sports Center, Hancheu Público: 5 433 Árbitro(s): TUR Özbar Nurper SRB Stanislava Simić |

| 14 de dezembro 19:30 P2 AQ | Eczacıbaşı Dynavit | 3 — 0             | Gerdau/Minas | Dragon Sports Center, Hancheu Público: 1 132 Árbitro(s): CHN Wang Ziling KOR Joo-Hee Kang |
| 14 de dezembro 19:30 P2 AQ | 25                 | Set 1 Set 2 Set 3 | 19 11 18     | Dragon Sports Center, Hancheu Público: 1 132 Árbitro(s): CHN Wang Ziling KOR Joo-Hee Kang |

| 15 de dezembro 19:30 P2 AQ | Tianjin Bohai Bank | 0 — 3             | Eczacıbaşı Dynavit | Dragon Sports Center, Hancheu Público: 4 783 Árbitro(s): JPN Sumie Myoi TUR Özbar Nurper |
| 15 de dezembro 19:30 P2 AQ | 17 23 19           | Set 1 Set 2 Set 3 | 25                 | Dragon Sports Center, Hancheu Público: 4 783 Árbitro(s): JPN Sumie Myoi TUR Özbar Nurper |

### Grupo B
|     |                    |     | Jogos | Jogos | Jogos | Resultados | Resultados | Resultados | Resultados | Resultados | Resultados | Sets | Sets | Sets  | Pontos | Pontos | Pontos |
| Pos | Equipe             | Pts | T     | V     | D     | 3–0        | 3–1        | 3–2        | 2–3        | 1–3        | 0–3        | V    | P    | R     | V      | P      | R      |
| --- | ------------------ | --- | ----- | ----- | ----- | ---------- | ---------- | ---------- | ---------- | ---------- | ---------- | ---- | ---- | ----- | ------ | ------ | ------ |
| 1   | VakıfBank          | 6   | 2     | 2     | 0     | 2          | 0          | 0          | 0          | 0          | 0          | 6    | 0    | MAX   | 150    | 87     | 1.724  |
| 2   | Dentil/Praia Clube | 3   | 2     | 1     | 1     | 1          | 0          | 0          | 0          | 0          | 1          | 3    | 3    | 1,000 | 126    | 132    | 0.955  |
| 3   | Sport Center 1     | 0   | 2     | 0     | 2     | 0          | 0          | 0          | 0          | 0          | 2          | 0    | 6    | 0,000 | 95     | 152    | 0.625  |

| 13 de dezembro 14:00 P2 AQ | VakıfBank | 3 — 0             | Sport Center 1 | Dragon Sports Center, Hancheu Público: 869 Árbitro(s): MNE Sonja Simonovska CHN Wang Ziling |
| 13 de dezembro 14:00 P2 AQ | 25        | Set 1 Set 2 Set 3 | 10 15 13       | Dragon Sports Center, Hancheu Público: 869 Árbitro(s): MNE Sonja Simonovska CHN Wang Ziling |

| 14 de dezembro 14:00 P2 AQ | Dentil/Praia Clube | 3 — 0             | Sport Center 1 | Dragon Sports Center, Hancheu Público: 888 Árbitro(s): MNE Sonja Simonovska JPN Sumie Myoi |
| 14 de dezembro 14:00 P2 AQ | 25 27              | Set 1 Set 2 Set 3 | 10 22 25       | Dragon Sports Center, Hancheu Público: 888 Árbitro(s): MNE Sonja Simonovska JPN Sumie Myoi |

| 15 de dezembro 14:00 P2 AQ | VakıfBank | 3 — 0             | Dentil/Praia Clube | Dragon Sports Center, Hancheu Público: 1 358 Árbitro(s): KOR Joo-Hee Kang MNE Sonja Simonovska |
| 15 de dezembro 14:00 P2 AQ | 25        | Set 1 Set 2 Set 3 | 16 14 19           | Dragon Sports Center, Hancheu Público: 1 358 Árbitro(s): KOR Joo-Hee Kang MNE Sonja Simonovska |

## Fase final
|  | Semifinais         | Semifinais |                |   | Final | Final |
|  |                    |            |                |   |       |       |
|  | 16 de dezembro     |            |                |   |       |       |
|  |                    |            |                |   |       |       |
|  | Eczacıbaşı         | 3          |                |   |       |       |
|  | Eczacıbaşı         | 3          | 17 de dezembro |   |       |       |
|  | Dentil/Praia Clube | 1          |                |   |       |       |
|  | Dentil/Praia Clube | 1          | Eczacıbaşı     | 3 |       |       |
|  | 16 de dezembro     |            | Eczacıbaşı     | 3 |       |       |
|  |                    | VakıfBank  | 2              |   |       |       |
|  | VakıfBank          | VakıfBank  | 2              | 3 |       |       |
|  | VakıfBank          |            |                | 3 |       |       |
|  | Tianjin Bohai Bank | 0          |                |   |       |       |
|  | Tianjin Bohai Bank | 0          | Terceiro lugar |   |       |       |
|  |                    |            |                |   |       |       |
|  | 17 de dezembro     |            |                |   |       |       |
|  |                    |            |                |   |       |       |
|  | Dentil/Praia Clube | 1          |                |   |       |       |
|  | Dentil/Praia Clube | 1          |                |   |       |       |
|  | Tianjin Bohai Bank | 3          |                |   |       |       |

### Semifinais
| 16 de dezembro 14:00 P2 AQ | Eczacıbaşı | 3 — 1                   | Dentil/Praia Clube | Dragon Sports Center, Hancheu Público: 1 910 Árbitro(s): MNE Sonja Simonovska CHN Wang Ziling |
| 16 de dezembro 14:00 P2 AQ | 25         | Set 1 Set 2 Set 3 Set 4 | 16 12 27 22        | Dragon Sports Center, Hancheu Público: 1 910 Árbitro(s): MNE Sonja Simonovska CHN Wang Ziling |

| 16 de dezembro 19:30 P2 AQ | VakıfBank | 3 — 0             | Tianjin Bohai Bank | Dragon Sports Center, Hancheu Público: 2 398 Árbitro(s): KOR Joo-Hee Kang JPN Sumie Myoi |
| 16 de dezembro 19:30 P2 AQ | 25        | Set 1 Set 2 Set 3 | 16 23              | Dragon Sports Center, Hancheu Público: 2 398 Árbitro(s): KOR Joo-Hee Kang JPN Sumie Myoi |

### Terceiro lugar
| 17 de dezembro 14:00 P2 AQ | Dentil/Praia Clube | 1 — 3                   | Tianjin Bohai Bank | Dragon Sports Center, Hancheu Público: 1 903 Árbitro(s): TUR Özbar Nurper SRB Stanislava Simić |
| 17 de dezembro 14:00 P2 AQ | 23 20 25 19        | Set 1 Set 2 Set 3 Set 4 | 25 17 25           | Dragon Sports Center, Hancheu Público: 1 903 Árbitro(s): TUR Özbar Nurper SRB Stanislava Simić |

### Final
| 17 de dezembro 19:30 P2 AQ | Eczacıbaşı Dynavit | 3 — 2                         | VakıfBank  | Dragon Sports Center, Hancheu Público: 2 967 Árbitro(s): JPN Sumie Myoi KOR Joo-Hee Kang |
| 17 de dezembro 19:30 P2 AQ | 19 25 23 15        | Set 1 Set 2 Set 3 Set 4 Set 5 | 25 23 25 9 | Dragon Sports Center, Hancheu Público: 2 967 Árbitro(s): JPN Sumie Myoi KOR Joo-Hee Kang |

## Classificação final
| Posição           | Equipe             |
| ----------------- | ------------------ |
| Medalha de ouro   | Eczacıbaşı Dynavit |
| Medalha de prata  | VakıfBank          |
| Medalha de bronze | Tianjin Bohai Bank |
| 4                 | Dentil/Praia Clube |
| 5                 | Gerdau/Minas       |
| 6                 | Sport Center 1     |

| Campeonato Mundial de Clubes de 2023    |
| Turquia                                 |
| --------------------------------------- |
| Campeão Eczacıbaşı Dynavit (3.º título) |

| Elenco |
| --- |
| Tijana Bošković, Tuna Aybüke özel, Simge Şebnem Aköz, Beyza Arıcı, Hande Baladın, Alexa Gray, Yaprak Erkek, Naz Aydemir Akyol, Elif Şahin, Jovana Stevanović, Irina Voronkova, Defne Başyolcu, Martyna Czyrniańska, Sinead Jack |
| Técnico |
| Ferhat Akbas |

## Estatísticas
As tabelas abaixo mostram as 3 melhores jogadoras em cada habilidade ao final do torneio.
| Maiores pontuadoras | Maiores pontuadoras | Maiores pontuadoras | Maiores pontuadoras | Maiores pontuadoras | Maiores pontuadoras |
|                     | Jogadora            | Ataques             | Bloqueios           | Saques              | Total               |
| ------------------- | ------------------- | ------------------- | ------------------- | ------------------- | ------------------- |
| 1                   | Tainara Santos      | 82                  | 4                   | 7                   | 93                  |
| 2                   | Tijana Bošković     | 78                  | 4                   | 8                   | 90                  |
| 3                   | Jordan Thompson     | 65                  | 8                   | 4                   | 77                  |

| Melhores atacantes | Melhores atacantes | Melhores atacantes | Melhores atacantes | Melhores atacantes | Melhores atacantes | Melhores atacantes |
|                    | Jogadora           | Pts.               | Erros              | Ataques            | Média              | %                  |
| ------------------ | ------------------ | ------------------ | ------------------ | ------------------ | ------------------ | ------------------ |
| 1                  | Tainara Santos     | 82                 | 34                 | 47                 | 20.50              | 50.31              |
| 2                  | Tijana Bošković    | 78                 | 16                 | 48                 | 19.50              | 54.93              |
| 3                  | Jordan Thompson    | 65                 | 11                 | 50                 | 16.25              | 51.59              |

| Melhores bloqueadoras | Melhores bloqueadoras | Melhores bloqueadoras | Melhores bloqueadoras | Melhores bloqueadoras | Melhores bloqueadoras | Melhores bloqueadoras |
|                       | Jogadora              | Bloq.                 | Erros                 | Reb.                  | Média                 | %                     |
| --------------------- | --------------------- | --------------------- | --------------------- | --------------------- | --------------------- | --------------------- |
| 1                     | Chiaka Ogbogu         | 12                    | 18                    | 20                    | 3.00                  | -12.00                |
| 2                     | Zehra Güneş           | 12                    | 16                    | 24                    | 3.00                  | -7.69                 |
| 3                     | Sinead Jack           | 11                    | 19                    | 15                    | 2.75                  | -17.78                |

| Melhores sacadoras | Melhores sacadoras | Melhores sacadoras | Melhores sacadoras | Melhores sacadoras | Melhores sacadoras | Melhores sacadoras |
|                    | Jogadora           | Pts.               | Erros              | Tentativas         | Média              | %                  |
| ------------------ | ------------------ | ------------------ | ------------------ | ------------------ | ------------------ | ------------------ |
| 1                  | Li Yingying        | 8                  | 6                  | 42                 | 2.00               | 14.29              |
| 2                  | Tijana Bošković    | 8                  | 13                 | 28                 | 2.00               | 16.33              |
| 3                  | Tainara Santos     | 7                  | 8                  | 28                 | 1.75               | 16.28              |

| Melhores levantadoras | Melhores levantadoras | Melhores levantadoras | Melhores levantadoras | Melhores levantadoras | Melhores levantadoras | Melhores levantadoras |
|                       | Jogadora              | Êxito                 | Erros                 | Tent.                 | Média                 | %                     |
| --------------------- | --------------------- | --------------------- | --------------------- | --------------------- | --------------------- | --------------------- |
| 1                     | Cansu Özbay           | 74                    | 3                     | 240                   | 18.50                 | 23.34                 |
| 2                     | Yao Di                | 46                    | 4                     | 232                   | 11.50                 | 16.31                 |
| 3                     | Naz Aydemir           | 42                    | 0                     | 157                   | 10.50                 | 21.11                 |

| Melhores defensoras | Melhores defensoras | Melhores defensoras | Melhores defensoras | Melhores defensoras | Melhores defensoras | Melhores defensoras |
|                     | Jogadora            | Def.                | Erros               | Recepções           | Média               | %                   |
| ------------------- | ------------------- | ------------------- | ------------------- | ------------------- | ------------------- | ------------------- |
| 1                   | Ayça Aykaç Altıntaş | 47                  | 9                   | 11                  | 11.75               | 70.15               |
| 2                   | Simge Şebnem Aköz   | 46                  | 9                   | 3                   | 11.50               | 79.31               |
| 3                   | Tijana Bošković     | 41                  | 4                   | 2                   | 10.25               | 87.23               |

| Melhores receptoras | Melhores receptoras | Melhores receptoras | Melhores receptoras | Melhores receptoras | Melhores receptoras | Melhores receptoras |
|                     | Jogadora            | Êxito               | Erros               | Tent.               | Média               | %                   |
| ------------------- | ------------------- | ------------------- | ------------------- | ------------------- | ------------------- | ------------------- |
| 1                   | Ayça Aykaç Altıntaş | 32                  | 5                   | 44                  | 8.00                | 39.51               |
| 2                   | Hande Baladın       | 31                  | 3                   | 55                  | 7.75                | 34.83               |
| 3                   | Gabriela Guimarães  | 29                  | 2                   | 32                  | 7.25                | 46.03               |

Fonte: Volleyball World

## Prêmios individuais
A seleção do campeonato foi composta pelas seguintes jogadoras:
- MVP (Most Valuable Player):  Tijana Bošković